# Сербаль
Джабал-Сирбал (Гора Сербал) — гора на юге Синайского полуострова, высотой — 2070 м. Четвëртая по высоте гора в Египте. Расположена на территории Национального парка Святой Екатерины в мухафазе Южный Синай (Египет).
Горные гранитные склоны покрыты многочисленными трещинами, выемками и пещерами, который уже в начале христианства были заселены отшельниками. Еще сегодня у подножия горы можно увидеть остатки монастыря IV века. Здесь же найдены древние греческие надписи. В связи с найденными здесь образцами древней письменности, одно из мест на тропе ведущей к вершине горы называется Мокаттеб (Mokatteb) или Долина надписей.
Христианские отшельники и монахи, селившиеся в южном Синае со II века, пытались идентифицировать места, упоминаемые в Библии в связи с событиями Исхода, в частности — гору Синай, где согласно Библии Бог являлся Моисею и дал Десять заповедей. Отождествления горы Джабал-Сирбал (возле Файрана — на иврите Паран) с горой Синай восходят к началу IV века.
Название горы Джабал-Сирбал иногда рассматривают как искаженное Sirb Baal' или Виноградники Баала, так как она выходит на оазис Фейран, где когда-то могли проводиться ритуалы ханаанского культа (другие авторы переводят буквально и утверждают, что массивные пики могли напоминать смотрящим большую свободно драпированную одежду).